# Tur Bus
Pour les articles homonymes, voir Tur.
Turbus est une entreprise chilienne de transport interurbain de voyageurs.
Basée à Santiago, avec des services inter-provinciaux, internationaux et services spéciaux, elle relie plus de cents destinations entre les villes de Arica et Puerto Montt, en arrivant aussi à Mendoza et Cordoba en Argentine. L'entreprise est contrôlée par la famille Diez, descendants de son fondateur, l'Espagnol Jesús Díez Martínez.